# Едо (річка)
35°40′41″ пн. ш. 139°57′02″ сх. д. / 35.67806° пн. ш. 139.95056° сх. д.
Е́до (яп. 江戸川, えどがわ, едоґава) — велика річка в регіоні Канто, Японії. Притока річки Тоне. Впадає в Токійську затоку. Протікає територією чотирьох префектур: Ібаракі, Тіба, Сайтама, Токіо. Довжина — 59,5 км, площа басейну — близько 200 км².